# Мухаммед Лутф аль-Іряні
Мухаммед Лутф аль-Іряні (Dr. Mohammed Lutf Al-Eryani) — єменський науковець, дипломат та політик. 
Подав у відставку з посади посла в Німеччині після початку Революції в Ємені (2011). Будучи фахівцем з управління водними ресурсами, він також перебував на посаді міністра з питань води та навколишнього середовища Ємену.